# Меморија воде
Меморија воде је концептуална основа хомеопатије која тврди да је вода у стању да запамти које су честице биле у њој раније растворене. Та „меморија“ омогућује води да задржи особине оригиналног растворка чак и када нема ниједне честице првобитног растворка у њој. Јасно да ова идеја спада у домен псеудонауке.
Најистакнутији поборник ове идеје био је француски имунолог Жак Бенвенист (Jacques Benveniste), који је тиме покушао да понуди објашњење за хомеопатију. Он је отишао толико далеко да је тврдио да се меморија воде може пренети телефоном или интернетом. 
Покушаји да се понове његови резултати били су противуречни. Међународни тим под руководством професорке Мадлен Енис(Queen's University of Belfast) наводно је успео (видети референце), међутим, даљи покушаји нису .
Истакнути скептик Џејмс Ранди понудио је милион долара свакоме ко покаже (у контролисаним условима) исправност теорије о меморији воде. ББЦ телевизијски програм Хоризонт је организовао и преносио такав један покушај да се ваљаност ове замисли провери. Експерименти су изведени по строго научној методологији а цео процес је надгледао потпредседник Британског краљевског друштва (Royal Society), професор Џон Ендерби (John Enderby). Покушај да се потврди постојање меморије воде је пропао.
Бројни стручњаци су сагласни да свако позитивно деловање хомеопатије у лечењу тегоба може да се објасни плацебо ефектом. Видети резултате у White et al.; спољашњим везама).

## Физичкохемијско објашњење

### Топлотна енергија
Сваком микроскопском облику кретања молекула, на пример, линеарном кретању молекула воде, придружена је енергија {\displaystyle k_{B}T} где је {\displaystyle k_{B}} Болцманова константа а {\displaystyle T} апсолутна температура. Болцманова константа представља једну од фундаменталних константи и износи {\displaystyle k_{B}=1,38\cdot 10^{-23}} Ј/К. Собна температура (25 С) у апсолутним јединцама је око 300 К (тачније 25 + 273,1 = 298,1 К). Дакле, {\displaystyle k_{B}T=4,1\cdot 10^{-21}} Ј је енергија једног степена слободе молекулског кретања.

### Средња брзина молекула воде
Сада се може грубо оценити брзина којом се молекул воде креће у чаши воде или у живој ћелији на 300 К. Између судара, молекул воде има средњу кинетичку енергију приближну топлотној енергији: 
{\displaystyle {\frac {m{\bar {v}}^{2}}{2}}=k_{B}T}
одакле следи да је брзина приближно
{\displaystyle {\bar {v}}={\sqrt {\frac {2k_{B}T}{m}}}={\sqrt {\frac {2\cdot 4\cdot 10^{-21}J}{18\cdot 1,6\cdot 10^{-27}kg}}}=530} m/s
где је 18 молекулска маса воде а 1,6 10-27 kg атомска јединица масе у килограмима.
Дакле, између два судара молекул воде се на собној температури креће брзином од око 1800 km/h.

## Средњи слободни пут
Течна вода, је као и већина течности густо напакована молекулима који су у контакту са својим суседима са којима се, услед топлотног кретања непрекидно сударају. То значи да молекул воде, мада се креће надзвучном брзином, нема шансе да далеко одлети јер ће га судар са суседом скренути са првобитне путање. А тај ће судар скренути и суседа. Дакле, уместо да се разлете надзвучним брзинама по околном простору молекули воде остају у чаши у непрекидном хаотичном кретању. Као добру апроксимацију можемо узети да молекулу на располагању не стоји путања већа од сопствених димензија јер сваку шупљину већу од тога већ ће испунити оближњи сусед. Значи средњи слободни пут молекула воде у чаши воде или живој ћелији може да се процени на 0,2 nm колико приближно износи дијаметар молекула.

## Време између два судара
Претходна једначина допушта да се израчуна колико дуго би могла да траје меморија једног молекула воде. Израчунајмо прво колико времена молекул има да запамти где је био пре него се поново судари. Дакле, полази се од основне једначине за средњу брзину
{\displaystyle {\bar {v}}={\frac {\Delta S}{\Delta t}}}
знајући да је средњи слободни пут око 0,2 nm добија се да је време између два судара:
{\displaystyle {\Delta t}={\frac {\Delta S}{\bar {v}}}={\frac {0,2\cdot 10^{-9}m}{500m/s}}=0,4\cdot 10^{-12}s}
Дакле, време између два судара за молекул воде на собној температури износи око пола пикосекунде.

## Колико траје меморија воде
Сада кад се зна колико се молекули воде брзо крећу и колико имају времена на располагању да размишљају о својој судбини, треба оценити након колико судара ће молекул воде памтити где је пре тога био и шта је радио. Дакле, након колико судара молекул воде изгуби меморију о свом првобитном стању. Постојање или губитак меморије у овом случају се односи на то након коликог времена молекул воде заборави где је био. Ако замислимо да молекул није много паметан могао би да изгуби меморију након једног судара. Паметнији молекул могао би да памти где је био и након читавих 100 судара. Али нема толико паметног молекула да запамти где је био након 1.000.000.000.000 судара. Чак када би такав један супер молекул и постојао, то би му било довољно да запамти само шта је било пре једне секунде. Јер 1.000.000.000.000 (милион милиона) представља број судара које просечно молекул воде на собној температури претрпи у једној секунди.
Дакле, одговор на питање има ли молекул воде меморију је потврдан: да, молекул има меморију само што је изгуби у интервалу краћем од милијардитог дела секунде.
Стручно речено, корелационо време молекула воде на собној температури је реда величине пикосекунде због чега је пренос информација на временској скали дужој од тога практично немогућ. И ту је хомеопатија изгубила теоријску подлогу за своје тврдње.